# USS Michael Monsoor (DDG-1001)
El USS Michael Monsoor (DDG-1001) es un destructor de la clase Zumwalt de la Armada de los Estados Unidos. Es la segunda unidad de su clase, puesta en servicio en 2019. La clase Zumwalt fue diseñada como un combatiente de superficie multimisión para operaciones de ataque terrestre y litorales con la misión de apoyar tanto las campañas terrestres como el espacio de batalla conjunto/naval. Las armas principales son un par de Advanced Gun System (AGS). La Armada canceló el programa de adquisición de municiones para el único tipo de munición que puede usar, por lo que el AGS no puede proporcionar fuego naval de apoyo y los Zumwalt se reutilizaron para la guerra de superficie.

## Nombre

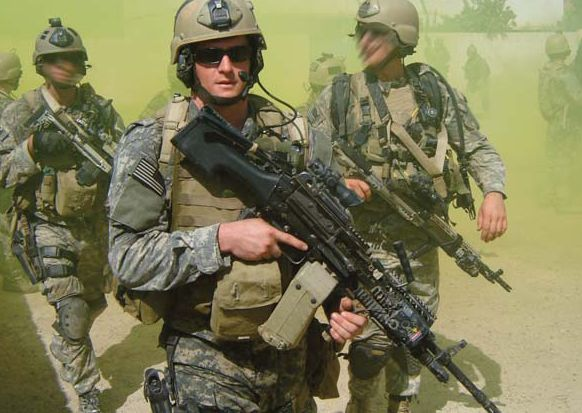
Homónimo del barco, Michael A. Monsoor

Su nombre es un homenaje al Navy SEAL Michael A. Monsoor, caído en acción en 2006 durante la guerra de Irak y condecorado con la Medalla de Honor.

## Construcción
Fue construido por el astillero Bath Iron Works de General Dynamics en Bath, Maine. Ordenado en 2011, tuvo su puesta de quilla en 2013, fue botado en 2016 y comisionado en 2019, en la Naval Air Station North Island, California.
Es un destructor de 14 564 t de desplazamiento, combinados con 190 m de eslora, 24,6 m de manga y 8,4 m de calado. Está propulsado por dos turbinas de gas Rolls-Royce Marine (más dos turbinas adicionales auxiliares) que lo impulsan a 30 nudos de velocidad.
Su armamento consiste de 20 módulos VLS Mark 57, dos cañones AGS de 155 mm y dos cañones Mark 46 de 30 mm. Además, puede llevar dos helicópteros SH-60 Seahawk o un MH-60; o bien tres drones MQ-3 Fire Scout.

### Fallo eléctrico durante las pruebas
El 4 de diciembre de 2017, el Michael Monsoor tuvo problemas con el complejo sistema eléctrico que puso fin a las pruebas de los constructores antes de tiempo y obligó al barco a regresar al astillero General Dynamics Bath Iron Works en Maine. Un filtro de armónicos a bordo falló un día después de que ella abandonara el astillero. El barco regresó al astillero el 5 de diciembre de 2017. Los filtros armónicos se utilizan en sistemas eléctricos complejos para evitar que las fluctuaciones de energía no deseadas dañen equipos sensibles. El retraso en las pruebas de mar no afectaría su entrega prevista para marzo de 2018.

## Historial operativo
La Marina optó por utilizar un esquema de puesta en servicio de dos partes inusual para la clase Zumwalt. La puesta en servicio inicial se realizó antes de la integración de los sistemas de armas, y los barcos se colocaron en el estado de "en servicio, especial", antes de navegar a San Diego para la instalación de armas y la aceptación final. El USS Zumwalt y el USS Michael Monsoor utilizaron este esquema, mientras que el tercer y último barco de la clase, Lyndon B. Johnson, utilizará el enfoque más tradicional con la puesta en servicio formal después de la aceptación final.
El Michael Monsoor fue entregado a la Armada estadounidense en abril de 2018, y comisionado el 26 de enero de 2019, en la base Aeronaval de North Island. Tiene su puerto base en la Base Naval de San Diego. El jefe de operaciones navales, el almirante Mike Gilday, visitó el Michael Monsoor mientras estaba en San Diego el 25 de febrero de 2021.
El Michael Monsoor participó en los ejercicios RIMPAC 2022.

## Galería

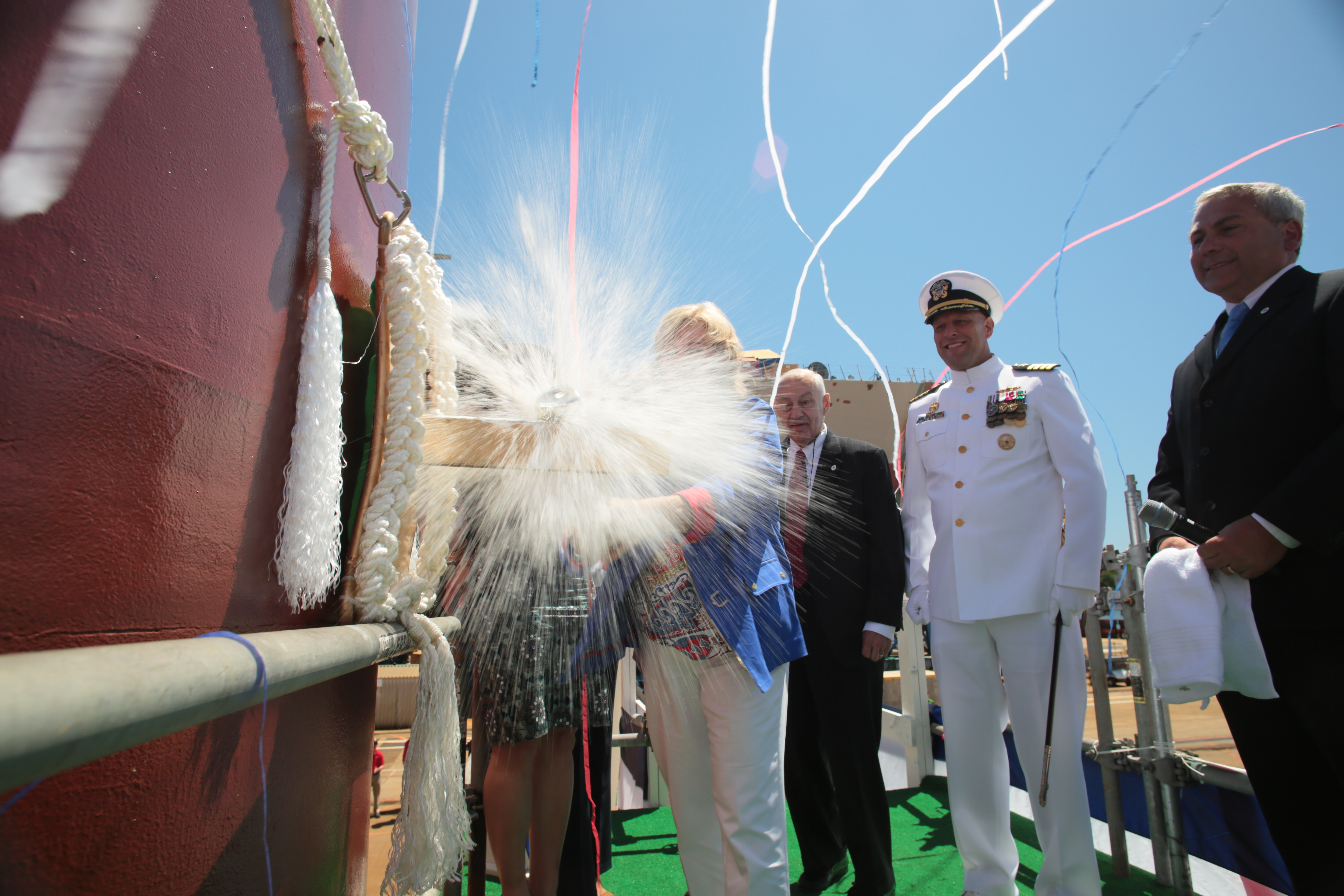
Sally Monsoor bautiza al USS Michael Monsoor el 18 de junio de 2016.
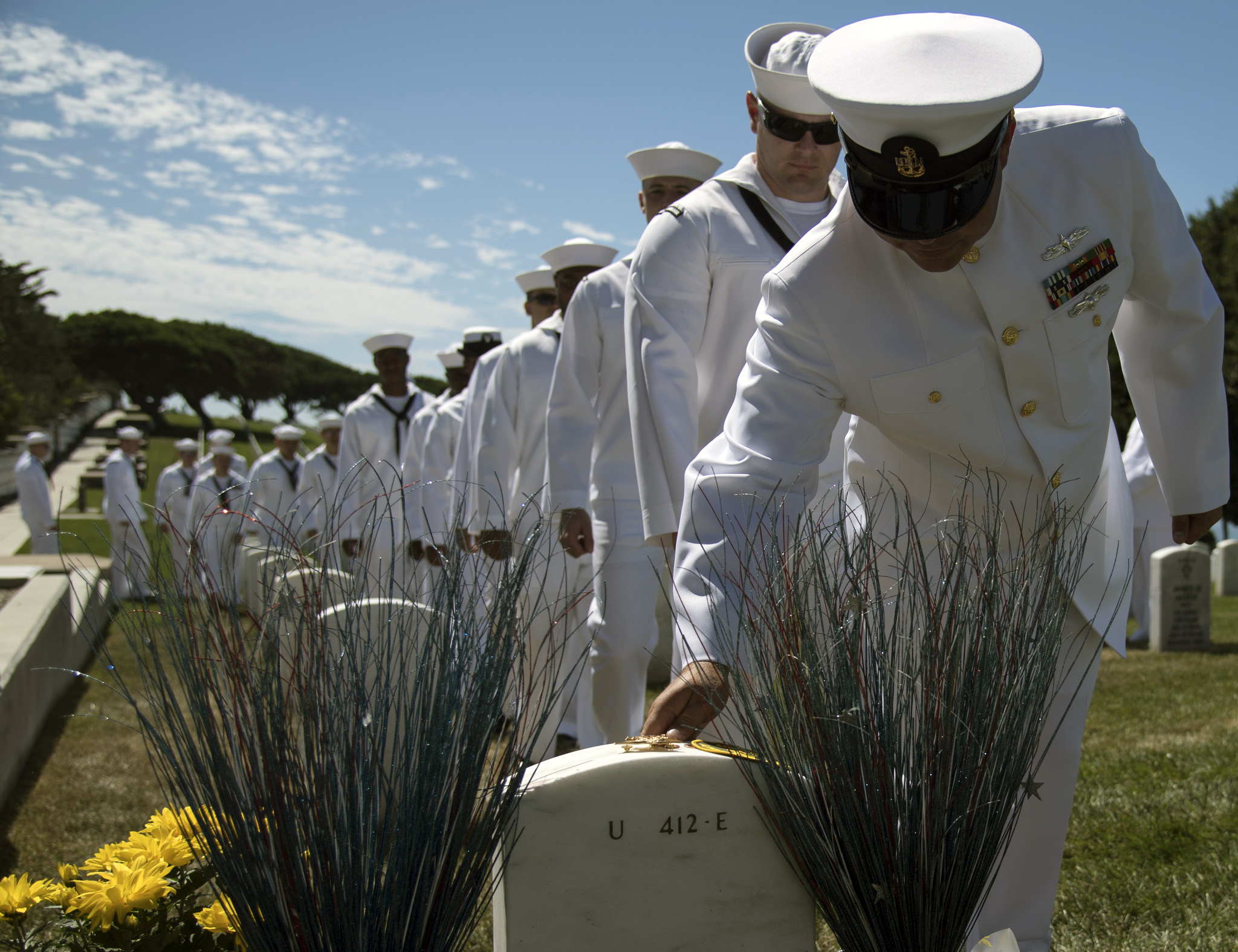
Los marineros del USS Michael Monsoor rinden homenaje a la tumba de Michael Monsoor el 29 de septiembre de 2016.
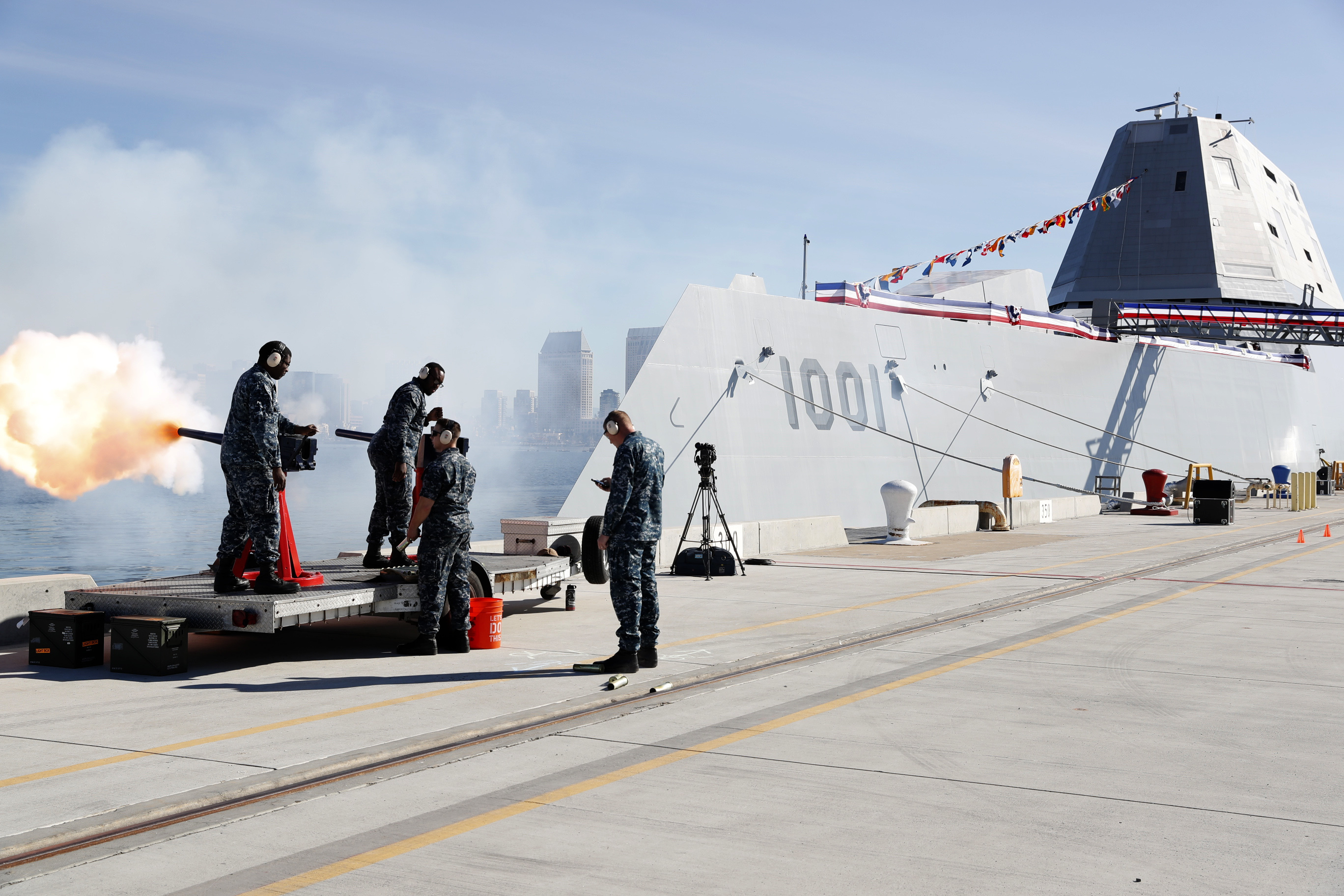
Puesta en servicio del Michael Monsoor el 26 de enero de 2019
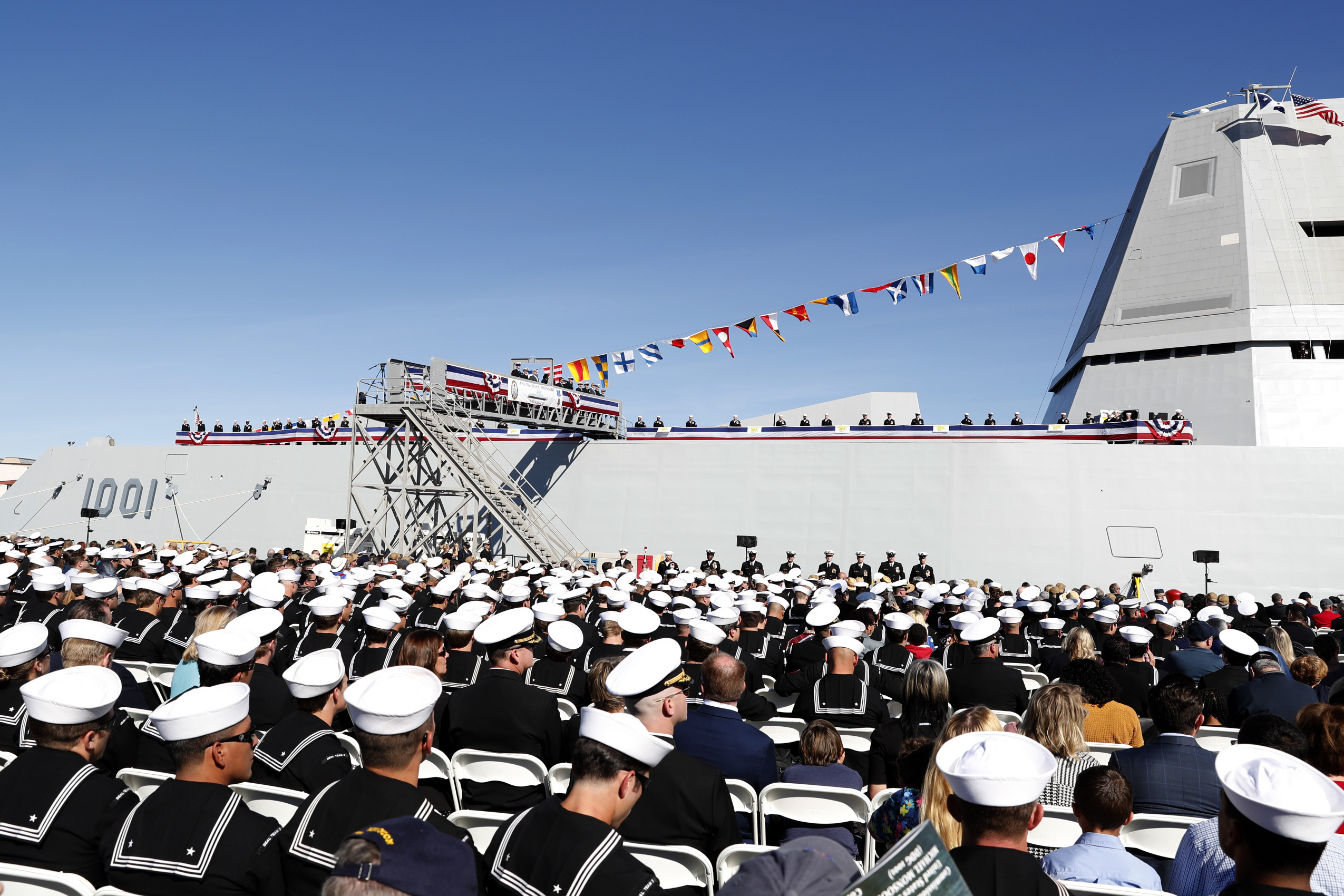
Puesta en servicio del Michael Monsoor el 26 de enero de 2019.
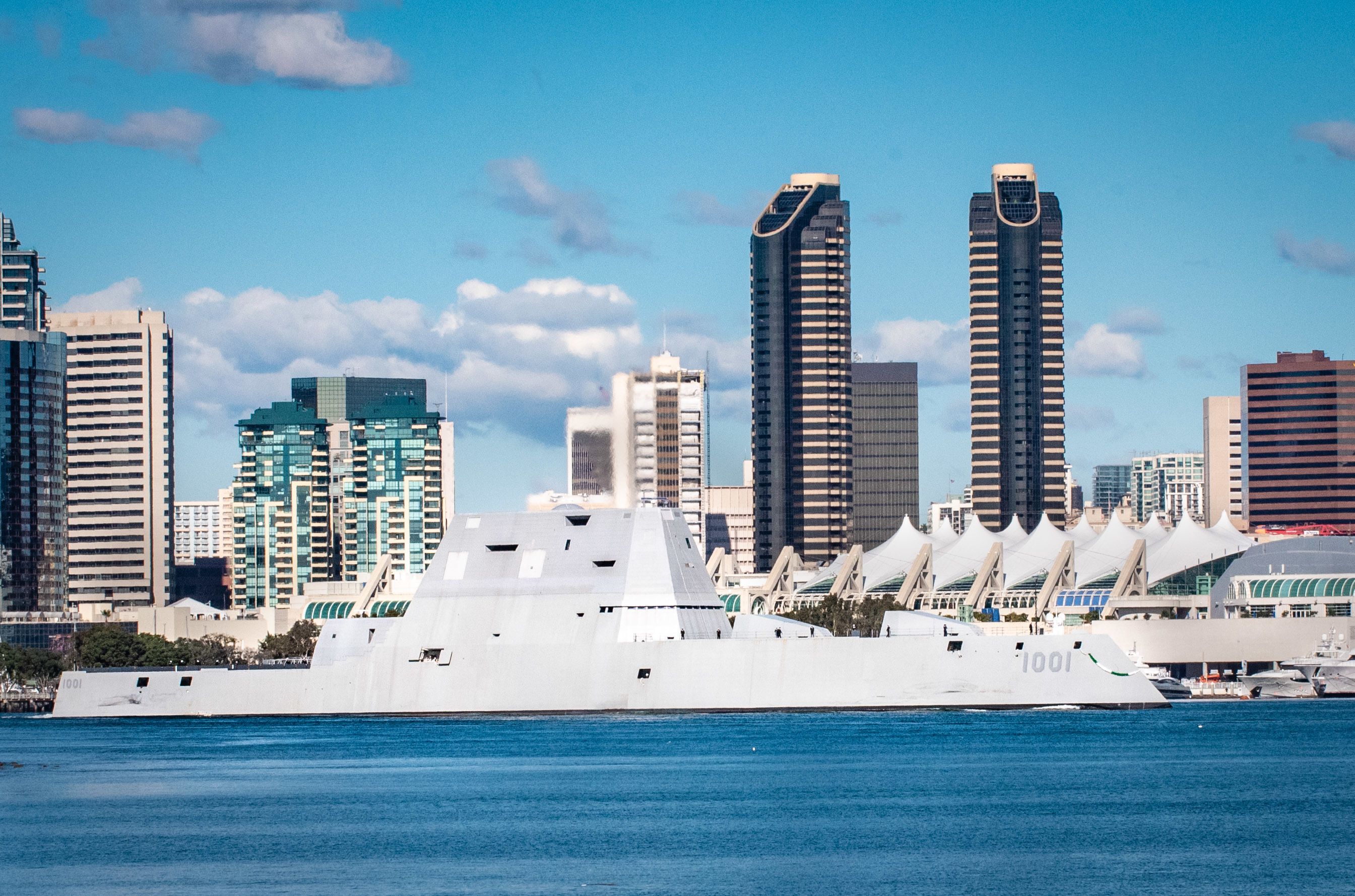
Michael Monsoor transita por la bahía de San Diego el 6 de diciembre de 2018.